# Dover District
Dover ist ein District in der Grafschaft Kent in England. Verwaltungssitz ist die Stadt Dover; weitere bedeutende Orte sind Aylesham, Deal, Eythorne, Goodnestone. Kingsdown, Sandwich, Temple Ewell, Walmer und Wingham.
Der Bezirk wurde am 1. April 1974 gebildet und entstand aus der Fusion der Boroughs Deal, Dover und Sandwich, des Rural District Dover und des größten Teils des Rural District Eastry.